# Янчук Володимир Степанович
Володи́мир Степа́нович Янчу́к (1970—2014) — сержант Збройних сил України, снайпер, 93-тя окрема механізована бригада, учасник російсько-української війни.

## Життєпис
Народився 1970 року у місті Харків. Закінчив 76 школу у м.Харкові. На зламі 1980-х — 1990-х років проходив строкову військову службу в лавах ЗС СРСР. Брав участь у Карабаській війні.
Був розлучений, залишилась донька Янчук Поліна Володимирівна.
Навесні 2014 року визвався добровольцем на захист України (початок АТО). 
Сержант, снайпер 93-ї ОМ бригади.
10 липня поранений в бою біля села Карлівка — натиску проросійських бандформувань-терористів протистояли підрозділи 93-ї бригади, частини батальйонів «Донбас» та «Дніпро-2». 
Отримав складні уламкові поранення, лікарі боролися за життя 21 день.
Помер в Харкові від поранень.
Похований на кладовищі селища Лідне.
Друга дружина військовослужбовця та її донька загинули миттєво в результаті резонансної ДТП, яка трапилася ввечері 18.10.2017 року на вул. Сумській в м. Харкові.

## Нагороди та вшанування
- 21 жовтня 2014 року — за особисту мужність і героїзм, виявлені у захисті державного суверенітету та територіальної цілісності України, вірність військовій присязі під час російсько-української війни, відзначений — нагороджений орденом «За мужність» III ступеня (посмертно)
- вшановується 1 серпня на щоденному ранковому церемоніалі вшанування пам'яті загиблих військовослужбовців.